# سيغفريد هيرمان
سيغفريد هيرمان (بالألمانية: Siegfried Herrmann)‏ (و. 1932 – 2017 م) هو منافس ألعاب قوى من ألمانيا، وألمانيا الشرقية، شارك في ألعاب قوى في الألعاب الأولمبية الصيفية 1956 – رجال 1500 متر ‏، وألعاب قوى في الألعاب الأولمبية الصيفية 1964 – رجال 10,000 متر ‏، توفي في إرفورت، عن عمر يناهز 85 عاماً.

## جوائز
حصل على جوائز منها:

وسام الاستحقاق الوطني البرونزي

## روابط خارجية
- سيغفريد هيرمان على موقع الاتحاد الدولي لألعاب القوى (الإنجليزية)
- سيغفريد هيرمان على موقع رابطة إحصائيات سباق الطريق (الإنجليزية)
- سيغفريد هيرمان على موقع أوليمبيديا (الإنجليزية)